# Marvano
Marvano, pseudoniem van Mark Van Oppen (Zolder, 29 april 1953), is een Belgisch striptekenaar. Samen met de schrijver Joe Haldeman verantwoordelijk voor de inmiddels tot een der klassiekers gerekende sciencefictionstripreeks De eeuwige oorlog.

## Carrière
Van Oppen is zoon van een mijnwerker en studeerde af als interieurarchitect. Hij oefende dit beroep ook gedurende tien jaar uit. Hij begon met het maken van illustraties voor sciencefictiontijdschriften. In Nederland verschenen in het sciencefictionmagazine Orbit. Ook illustreerde hij sf-romans voor onder andere uitgeverij Meulenhoff in Nederland.
Van 1982-1986 was hij hoofdredacteur van Kuifje (de Nederlandstalige versie van Tintin) en werd daarna stripuitgever bij de Vlaamse uitgeverij Den Gulden Engel. Zijn debuutalbum was De vlucht van het paard. Zijn drieluik De eeuwige oorlog (naar het boek van de Amerikaanse sf-schrijver Joe Haldeman) verscheen in de collectie Vrije Vlucht van uitgever Dupuis en oogstte lof. Later kwam er een vervolg hierop Een nieuw begin (weer met Joe Haldeman als scenarist). Van zijn hand verschenen ook Red Knight bij Standaard Uitgeverij (eerder tekende hij ook drie verhaaltjes omtrent ridder Lancelot, op scenario van Bob Van Laerhoven (met wie hij later Solitaire maakte) voor het Belgische sciencefictionmagazine Hexa) en voor Dupuis de reeksen Rourke en Dallas Barr (wederom naar een boek van Joe Haldeman) verschenen. De zeven dwergen (1994), waarvoor hij zelf het scenario schreef, kreeg een lauwe ontvangst. Daarom duur het enkele jaren voor hij de volgende twee delen in zijn drieluik Berlijn maakte.
Marvano won in 2008 de Stripvos voor het beste Nederlandstalige album voor het album Twee koningskinderen uit de reeks Berlijn.